# 福永経貞
福永 経貞（ふくなが つねさだ）は、鎌倉時代中期から後期にかけての武将・御家人。

## 略歴
佐々木高基の長男として誕生。
近江国坂田郡福永荘に住す。